# 木曽川町黒田
木曽川町黒田（きそがわちょうくろだ）は愛知県一宮市の大字。旧・木曽川町の市街地である。
中世には交通の要衝として栄え、黒田宿（くろだのしゅく）と呼ばれる鎌倉街道（中世東海道）の宿場であった。戦国時代には黒田城が築かれており、山内一豊は当地の生まれとされる。

## 地理

### 小字
「明治十五年愛知県郡町村字名調」による黒田村の小字は以下の通りである。デジタル庁が公開する「アドレス・ベース・レジストリ」の町字マスターに収録されていない字は括弧書きとした。また、「明治十五年愛知県郡町村字名調」と「アドレス・ベース・レジストリ」で表記が異なる場合、「明治十五年愛知県郡町村字名調」の表記を括弧書きとした。
- 東出口
- 中沼北ノ切
- （北栁原）
- 宝光寺東
- 往還南
- 西沼南ノ切
- 中出口
- 古城
- 三反物
- 中沼南ノ切
- 南八ツケ池
- 城西
- 酉新田東ノ切
- 城東
- 西沼北ノ切
- 北八ツケ池
- 酉新田中ノ切
- 往還東
- 西八ツケ池南ノ切
- 西町北
- 中針口北ノ切
- （往還南西ノ切）
- 西八ツケ池北ノ切
- 西町南
- 東針口
- 勘治西
- 南新開
- 奥屋敷
- 中針口南ノ切
- 蔵ノ浦
- 北新開
- 下市場南
- 尾崎
- 川北
- 割田浦
- 高田
- （東江西南ノ切）
- 勘宗山
- 南青木
- （南栁原）
- 西出口
- 松山東南ノ切
- 北青木
- 地蔵東
- 寺西
- 松山東北ノ切
- 中青木
- 地蔵西
- 寺東
- 往還東東ノ切
- 酉新田西ノ切
- 地蔵南
- 東江西北ノ切
- 往還西北ノ切
- 杁ノ戸
- 錦里
- 中野黒
- 北野黒
- 森起
- 上仲沖
- 北沼
- 西針口南ノ切
- 西森起
- （山之口）
- 西江西
- 西針口北ノ切
- 宝光寺
- 虫祭
- 東仲沖
- （西芳中）
- （東五反田南ノ切）
- 妙見西
- 西高野
- 東芳仲
- （東古川）
- （妙見前）
- 東高野
- 南芳仲
- 東町北
- 妙見廻（妙見マハリ）
- 三本松
- 初毛木
- 東町南
- 篭守西
- 南出口
- 石亀
- 大畑東西ノ切
- 篭守浦
- （中川原崎）
- （東一本松）
- 神明前
- 東石原（東石ハラ）
- 東河原崎（東川原崎）
- 南一本松
- 東池ノ上
- 西石原
- 平塚
- （北一本松）
- 西池ノ上
- 八幡山
- 清水
- （南五反田南ノ切）
- 松枝
- 野畔
- （桑木塚）
- （南五反田北ノ切）
- 三ツ股
- 井桁畔
- （西川原崎）
- （南五反田西ノ切）
- （北古川）
- 山
- （東沼）
- 北五反田南ノ切
- 山口
- （北五反田北ノ切）
- 西沼
- （東五反田北ノ切）
- （西古川）
- （寄山）
- （田中）
- （南古川）
- （大畑東東ノ切）
- （沼上）
- （栁原）
- 下仲沖

「明治十五年愛知県郡町村字名調」に無く、「アドレス・ベース・レジストリ」に収録されている小字は以下の通りである。
- 字沼北ノ切
- 字柳原北
- 字柳原南
- 字松山東
- 字往還西南ノ切
- 字北宿一の切
- 字北宿二の切
- 字北宿三の切
- 字北宿四の切
- 字北宿五の切
- 一ノ通り
- 二ノ通り
- 三ノ通り
- 四ノ通り
- 五ノ通り
- 六ノ通り
- 七ノ通り
- 八ノ通り
- 九ノ通り
- 十ノ通り
- 十一ノ通り
- 十二ノ通り

## 歴史

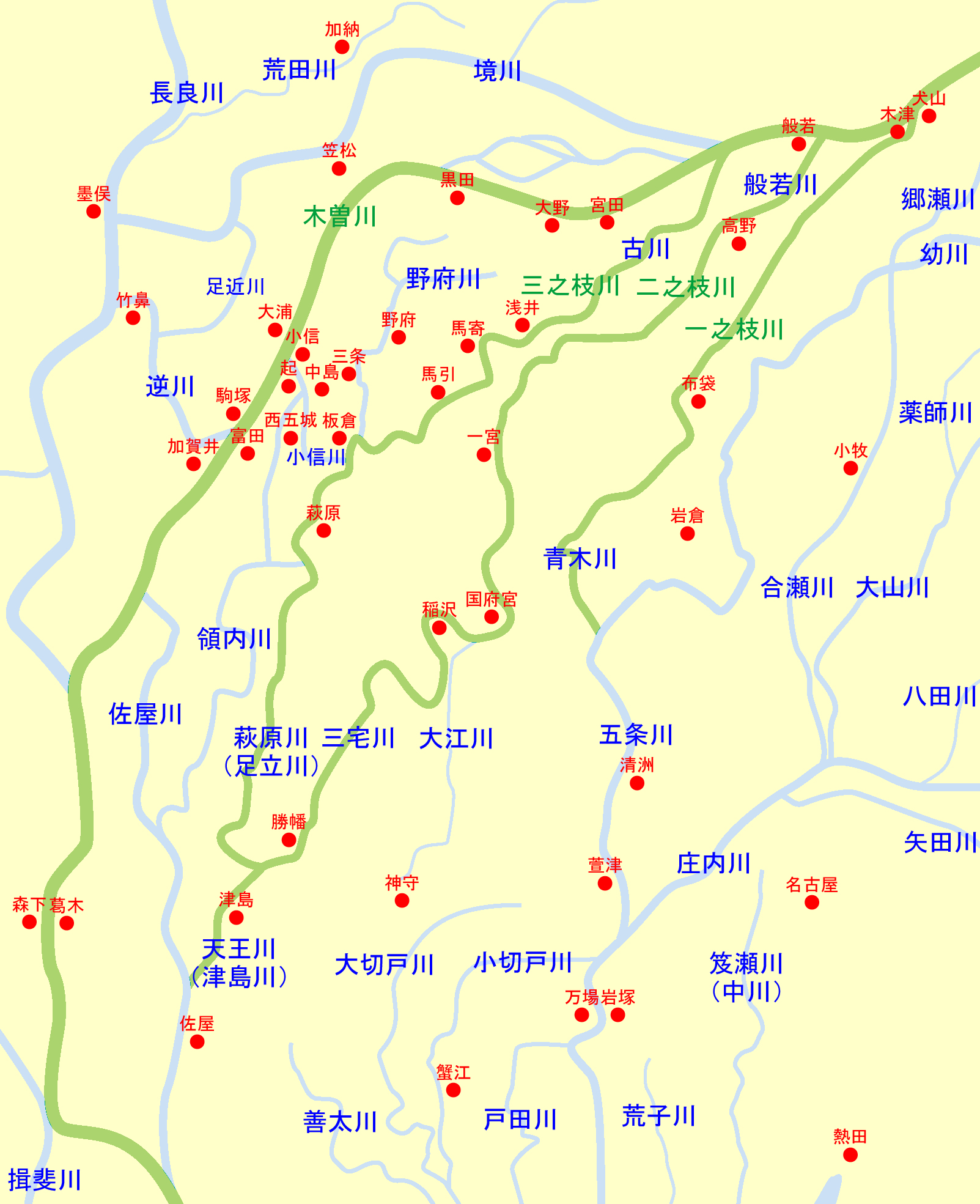
御囲堤建造以前の木曽川の支派川（木曽八流）の様子（緑は木曽川本川および主要派川）

中世には鎌倉街道の宿駅があって「黒田宿」（くろだのしゅく）と呼ばれた。美濃国の墨俣宿（現在の岐阜県大垣市墨俣町）と尾張国の萱津宿（愛知県あま市甚目寺町）をつなぐ位置にあり、南宿・北宿あるいは下市場という地名（小字名）が残るように栄えていたという。1190年には源頼朝が上洛の際に宿泊したという記録が『吾妻鑑』に見られる。
同時に交通の要衝でもあり（東山道との分岐点であったという）、しばしば合戦場にもなった。南北朝時代の1388年には、美濃土岐氏の内紛に関連し、土岐満貞を土岐詮直が当地で迎撃している。
15世紀末には黒田城が築かれた。やがて黒田城には岩倉織田家に仕えた山内盛豊が入った。この盛豊の子が、のちに土佐藩主となる山内一豊であるとされる。
1590年には、一柳直盛が3万石の領主として黒田城主となった。直盛は関ヶ原の合戦で東軍につき、戦後の1601年に伊勢国神戸に移された。この一柳直盛の領国を「尾張黒田藩」ととらえる見方がある。直盛は、黒田の町を整備し、白山神社の再興を行った。一柳氏が去った後の黒田は清洲藩（尾張藩）松平忠吉の所領に組み込まれた。
1886年（明治19年）6月には村内に木曽川駅が開業した。熱心な駅の誘致活動が行われたという。
近世には葉栗郡黒田村。1889年（明治22年）に町村制が施行された際に周辺の村と合併し、新たな「黒田村」の一部となる。1894年（明治27年）に黒田村は町制を施行して黒田町になる。1906年（明治39年）の町村の再編後、1910年（明治43年）に木曽川町と改称した。2005年（平成17年）に一宮市の一部となる。

## 世帯数と人口
2020年（令和2年）10月1日現在の世帯数と人口は以下の通りである。
| 町字         | 世帯数    | 人口     |
| ------------ | --------- | -------- |
| 木曽川町黒田 | 5,554世帯 | 13,697人 |

### 人口の変遷
国勢調査による人口の推移
| 2005年（平成17年） | 12,931人 | [ 10 ] |  |
| 2010年（平成22年） | 13,179人 | [ 11 ] |  |
| 2015年（平成27年） | 13,485人 | [ 12 ] |  |
| 2020年（令和2年）  | 13,697人 | [ 2 ]  |  |

## 交通

### 鉄道
- 東海旅客鉄道（JR東海）東海道本線：木曽川駅
- 名古屋鉄道（名鉄）名古屋本線：新木曽川駅 - 黒田駅

### 道路
- 東海北陸自動車道
  - 一宮木曽川インターチェンジ - 所在地は隣接する大毛（葉栗連区）
- 国道22号（名岐バイパス）
- 岐阜県道・愛知県道14号岐阜稲沢線（西尾張中央道）
- 愛知県道148号萩原三条北方線
- 愛知県道175号江南木曽川線
- 愛知県道181号光明寺木曽川停車場線
- 愛知県道190号名古屋一宮線（岐阜街道、鮎鮨街道）

## 施設
公民館
- 北山公民館

郵便局
- 木曽川黒田郵便局

商業施設
- イオンモール木曽川
- アピタパワー木曽川店

## 観光

### 名所・旧跡
- 黒田城跡
- 沢井公屋敷跡

### 寺社
- 法蓮寺
- 妙君寺
- 白山神社
- 籠守勝手神社

### 祭事・催事
- 木曽川町一豊まつり

## 有名人
- 山内一豊（土佐藩創始者。妻・千代との夫婦愛でも知られる戦国武将）

## その他

### 日本郵便
- 郵便番号 : 493-0001[3]（集配局：木曽川郵便局[13]）。